# Мужская сборная Украины по хоккею на траве
Мужская сборная Украины по хоккею на траве — мужская сборная по хоккею на траве, представляющая Украину на международной арене. Управляющим органом сборной выступает Федерация хоккея на траве Украины (укр. Федерація хокею на травi України, англ. Ukrainian Hockey Federation).
Сборная занимает (по состоянию на 1 января 2015) 24-е место в рейтинге Международной федерации хоккея на траве (FIH).

## Результаты выступлений

### EuroHockey Nations Challenge II
(2-й дивизион чемпионата Европы) (known as Nations Trophy until 2011)
- 2007 — 8-е место[3]
- 2011 — 5-е место[4]
- 2013 — 5-е место[5]

### EuroHockey Nations Challenge III
(3-й дивизион чемпионата Европы) (known as Challenge I until 2011)
- 2005 — [6]
- 2009 — [7]

### Мировая лига по хоккею на траве
- 2012/13 — 21-е место
- 2014/15 — ? место (выбыли во 2-м раунде)